# Lasse Kjus
Lasse Kjus (Siggerud, 14. siječnja 1971.), nekadašnji je norveški alpski skijaš.
Dva puta je osvojio Svjetski skijaški kup (1996. i 1999.). Osvajač je 5 olimpijskih medalja (1 zlato, 3 srebra i 1 bronce) i 11 medalja na svjetskim prvenstvima (3 zlata i 8 srebra), što ga čini jednim od najuspješnijih skijaša u povijesti alpskog skijanja. Prve bodove u Svjetskom kupu osvojio je u utrci veleslaloma 14. siječnja 1990. u talijanskoj Alta Badiji, kada je bio sedmi. Posljednje bodove osvojio je na završnici Svjetskog kupa u švedskom Åreu 2006. godine, kada je bio 13. u utrci superveleslaloma. Te sezone oprostio se od aktivnog bavljenja alpskim skijanjem.
Kjus je zajedno sa svojim "blizancem" Kjetilom Andréom Aamodtom ostavio neizbrisiv trag u alpskom skijanju i postao sportskim herojem te zasluženo otišao u skijašku legendu.

## Pojedinačne pobjede
Lasse Kjus pobijedio je 18 puta u Svjetskom kupu: 10 puta u spustu, 2 puta u super G-u, 2 puta u veleslalomu i 4 puta u kombinaciji.
| Datum              | Mjesto        | Disciplina  |
| ------------------ | ------------- | ----------- |
| 16. siječnja 1994. | Kitzbühel     | Kombinacija |
| 2. veljače 1995.   | Vail          | Super-G     |
| 21. prosinca 1995. | Kranjska Gora | Veleslalom  |
| 29. prosinca 1995. | Bormio        | Spust       |
| 6. ožujka 1996.    | Kvitfjell     | Spust       |
| 26. siječnja 1997. | Kitzbühel     | Kombinacija |
| 2. ožujka 1997.    | Kvitfjell     | Spust       |
| 12. prosinca 1998. | Val-d'Isère   | Spust       |
| 18. prosinca 1998. | Val Gardena   | Spust       |
| 16. siječnja 1999. | Wengen        | Spust       |
| 17. siječnja 1999. | Wengen        | Kombinacija |
| 22. siječnja 1999. | Kitzbühel     | Spust       |
| 10. ožujka 1999.   | Sierra Nevada | Spust       |
| 21. siječnja 2001. | Kitzbühel     | Kombinacija |
| 19. prosinca 2003. | Val Gardena   | Super-G     |
| 22. siječnja 2004. | Kitzbühel     | Spust       |
| 4. prosinca 2004.  | Beaver Creek  | Veleslalom  |
| 10. ožujka 2005.   | Lanzerheide   | Spust       |

## Vanjske poveznice
- Osobna stranica
- FIS profil  Arhivirana inačica izvorne stranice od 19. rujna 2011. (Wayback Machine)